# Barcode Battler
Barcode Battler (バーコードバトラー?, Bākōdo Batorā) è una console portatile prodotta nel 1991 da Epoch. In Italia era distribuito da Giochi Preziosi.

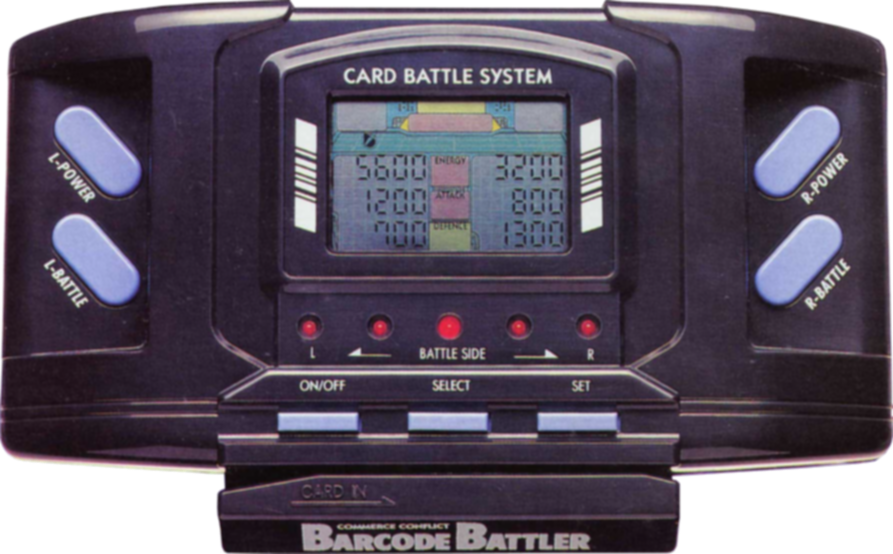
Barcode Battler

La console presentava un lettore di codice a barre in grado di convertire i codici a barre, presenti in apposite carte o nei prodotti in commercio, in armi e personaggi che potevano essere utilizzati all'interno di un videogioco di combattimento.
È stata inoltre realizzata una versione del Barcode Battler compatibile con il Super Famicom, commercializzata esclusivamente in Giappone.